# Dheepan
Dheepan is een Franse dramafilm uit 2015 onder regie van Jacques Audiard. De film ging in première op 21 mei op het Filmfestival van Cannes waar hij de Gouden Palm won.

## Verhaal
Dheepan is een Tamiltijger uit Sri Lanka die naar Frankrijk vlucht en daar werk zoekt. De achterbuurten van Parijs blijken al even gewelddadig als de streek waar hij vandaan kwam.

## Rolverdeling
| Acteur                  | Personage |
| ----------------------- | --------- |
| Antonythasan Jesuthasan | Dheepan   |
| Kalieaswari Srinivasan  | Yalini    |
| Claudine Vinasithamby   | Illayaal  |
| Vincent Rottiers        | Brahim    |
| Marc Zinga              | Youssouf  |
| Soufiane Guerrab        | Voogd     |

## Prijzen en nominaties
De belangrijkste:
| Jaar | Prijs                   | Categorie               | Genomineerde(n)                           | Uitslag       |
| ---- | ----------------------- | ----------------------- | ----------------------------------------- | ------------- |
| 2015 | Filmfestival van Cannes | Gouden Palm             | Gouden Palm                               | Gewonnen      |
| 2016 | César                   | Beste film              | Beste film                                | In afwachting |
| 2016 | César                   | Beste regisseur         | Jacques Audiard                           | In afwachting |
| 2016 | César                   | Beste acteur            | Antonythasan Jesuthasan                   | In afwachting |
| 2016 | César                   | Beste mannelijke bijrol | Vincent Rottiers                          | In afwachting |
| 2016 | César                   | Beste originele script  | Jacques Audiard Thomas Bidegain Noé Debré | In afwachting |
| 2016 | César                   | Beste decor             | Michel Barthélémy                         | In afwachting |
| 2016 | César                   | Beste cinematografie    | Éponine Momenceau                         | In afwachting |
| 2016 | César                   | Beste montage           | Juliette Welfling                         | In afwachting |
| 2016 | César                   | Beste geluid            | Daniel Sobrino Valérie Deloof Cyril Holtz | In afwachting |